# جنگ (فیلم ۱۹۹۴)
جنگ (انگلیسی: The War) فیلمی به کارگردانی جون آونت است که در سال ۱۹۹۴ منتشر شد.

## بازیگران
- الیجاه وود
- کوین کاستنر
- مر وینینگام
- لکسی رندل
- لوکاس بلک
- کریستینه بارانسکی